# Bravida Arena
Die Bravida Arena ist ein  Fußballstadion auf der zur Gemeinde Göteborg gehörenden Insel Hisingen. Nach dem Abriss im März/April 2014 wurde das Stadion in ein reines Fußballstadion ohne Leichtathletikanlage umgewandelt.

## Geschichte

### Das alte Stadion
Das Stadion wurde im Jahre 1935 eröffnet und bot auf den beiden Längstribünen 7000 Plätze, wovon 3000 überdachte Sitzplätze waren. Die kleine Arena diente als Heimspielstätte des schwedischen Fußballerstligisten BK Häcken und des Viertligisten (Division 2:Västra Götland) Lundby IF (meldete allerdings im Juni 2006 Konkurs an). Als Leichtathletikstadion wurde es besonders vom IF Kville genutzt. Den Besucherrekord mit 8379 Zuschauern hält der BK Häcken bei seinem Spiel am 10. April 2000 im Lokalderby gegen den IFK Göteborg. Das Stadion Rambergsvallen war eine von mehreren Sportanlagen, wie auch die 1958 erbaute Eissporthalle Rambergsrinken, des Sport- und Gesundheitszentrums Hisingen.

### Der Neubau
Im März 2014 begann der Abbruch des Rambergsvallen. Daran anschließend wurden im April des Jahres die Pfahlgründung mit 500 Pfählen und die Fundamentarbeiten gestartet. Während des Umbaus wich der BK Häcken in das Gamla Ullevi aus. Die neue Spielstätte des Vereins mit 6500 Plätzen (erweiterbar auf 8000) kostete ca. 181 Millionen SEK (19,5 Millionen €) und ist im Juni 2015 übergeben worden. Für die Erneuerung der Infrastruktur um das Stadion fielen weitere Kosten an. Die neue Arena besitzt ein Kunstrasenspielfeld sowie überdachte Ränge. Es erfüllt die Anforderungen der FIFA, UEFA und des schwedischen Fußballverbands SvFF. Betrieben wird die Arena von der Firma Got Event AB, die im Besitz der Stadt Göteborg ist und die Sportstätten der Stadt verwaltet.
Am 21. Januar 2015 wurde im Stadion der neue Name der umgebauten Spielstätte Bravida Arena enthüllt. Das Unternehmen Bravida mit Sitz in Stockholm hat die Namensrechte an der neuen Heimat des BK Häcken erworben.
Am 25. Juni 2015 war Tag der offenen Tür Öppen Arena. Das Eröffnungsspiel zwischen der Heimmannschaft BK Häcken und dem Helsingborgs IF fand am 5. Juli 2015 statt. Die Hausherren gewannen das Eröffnungsspiel nach zweimaligen Rückstand mit 3:2. Die Partie der Allsvenskan sahen 6049 Zuschauer.
Am 30. Mai 2019 war das Stadion Austragungsort des Endspiels um den schwedischen Landespokal 2019, Gastgeber BK Häcken setzte sich vor 4.958 Zuschauern mit einem 3:0-Erfolg über den Erstligakonkurrenten AFC Eskilstuna durch und holte zum zweiten Mal in der Vereinsgeschichte den Titel.
Nachdem sich der bisherige Frauenfußballverein Kopparbergs/Göteborg FC als amtierender Meister Anfang 2021 BK Häcken als BK Häcken FF angeschlossen hatte, trat die Frauschaft in der Folge auch für ihre Spiele in der Damallsvenskan und dem Europapokal im Stadion an.

## Galerie

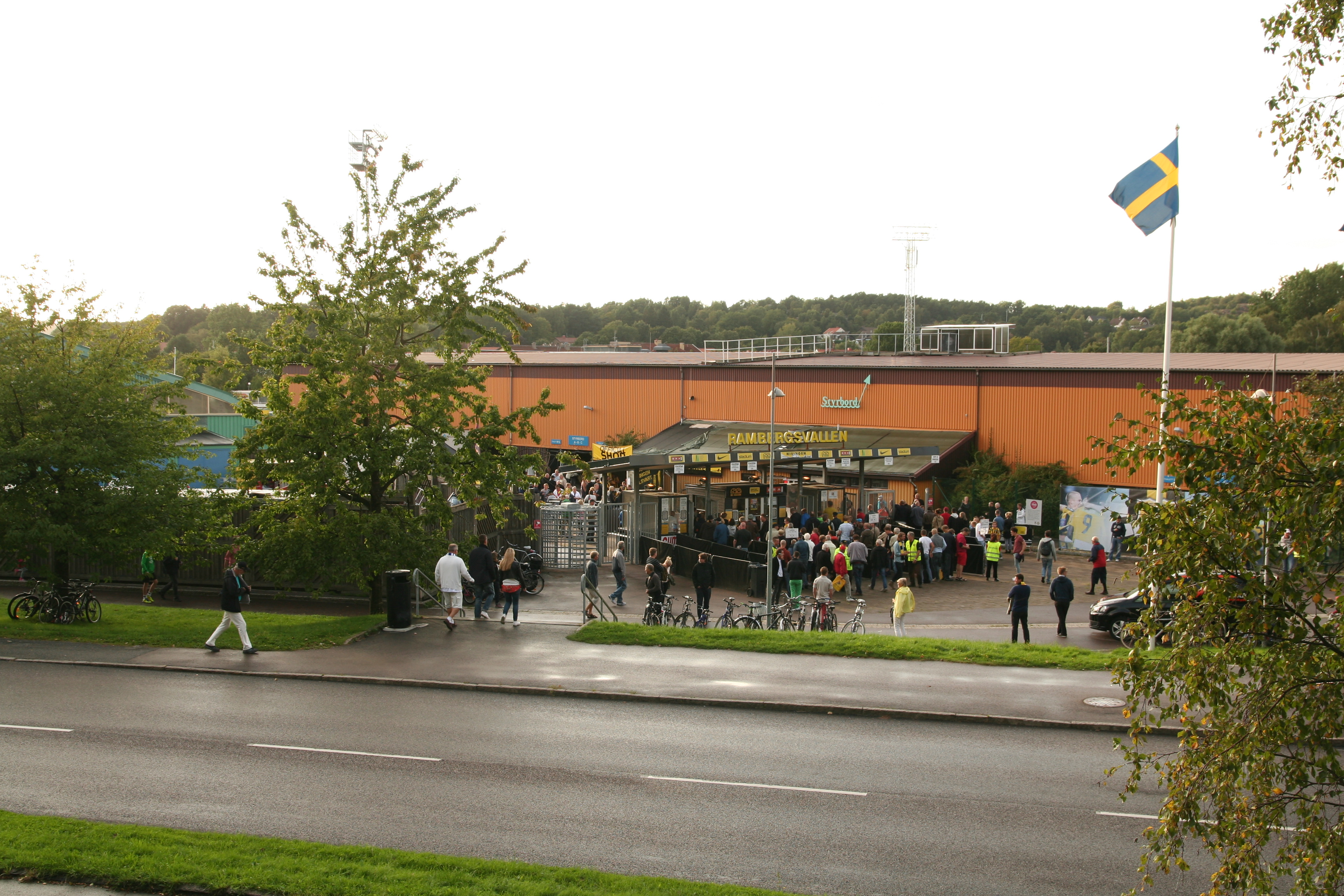
Der Haupteingang des alten Rambergsvallen im August 2012.
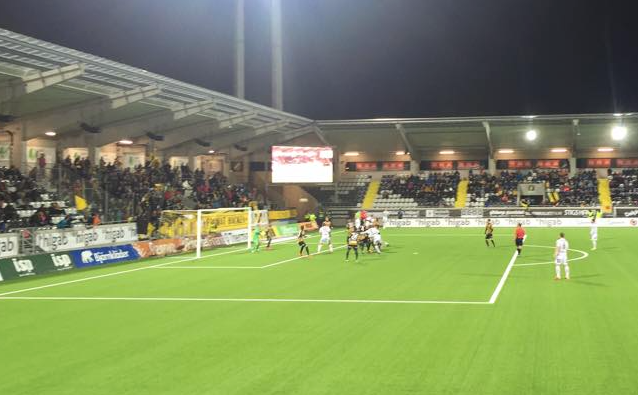
Spiel der Allsvenskan zwischen BK Häcken und GIF Sundsvall am 19. Oktober 2015.